# Volutaria Group
Volutaria Group è un gruppo tassonomico informale di piante angiosperme dicotiledoni della famiglia delle Asteraceae.

## Descrizione

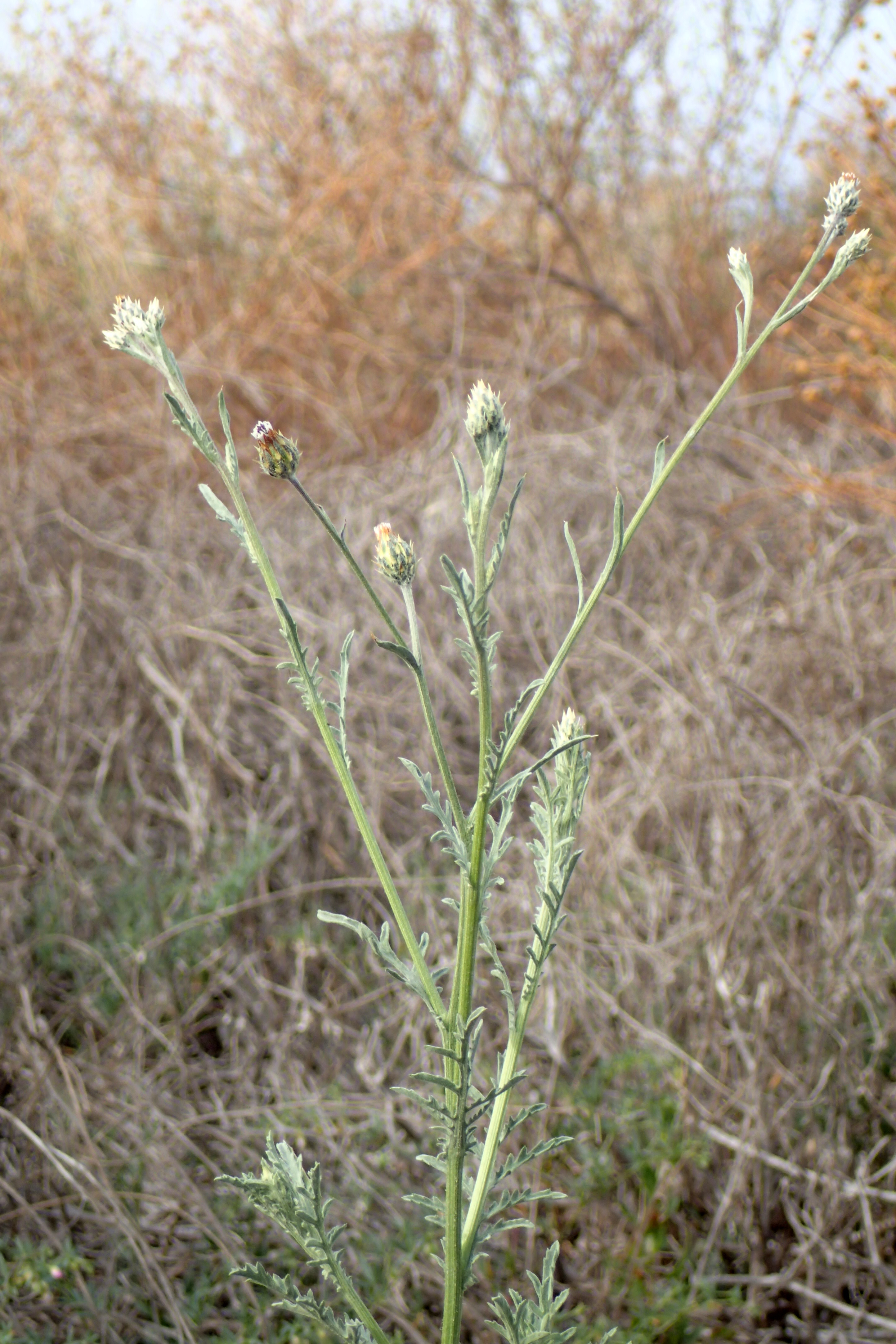
Il portamento
Volutaria canariensis

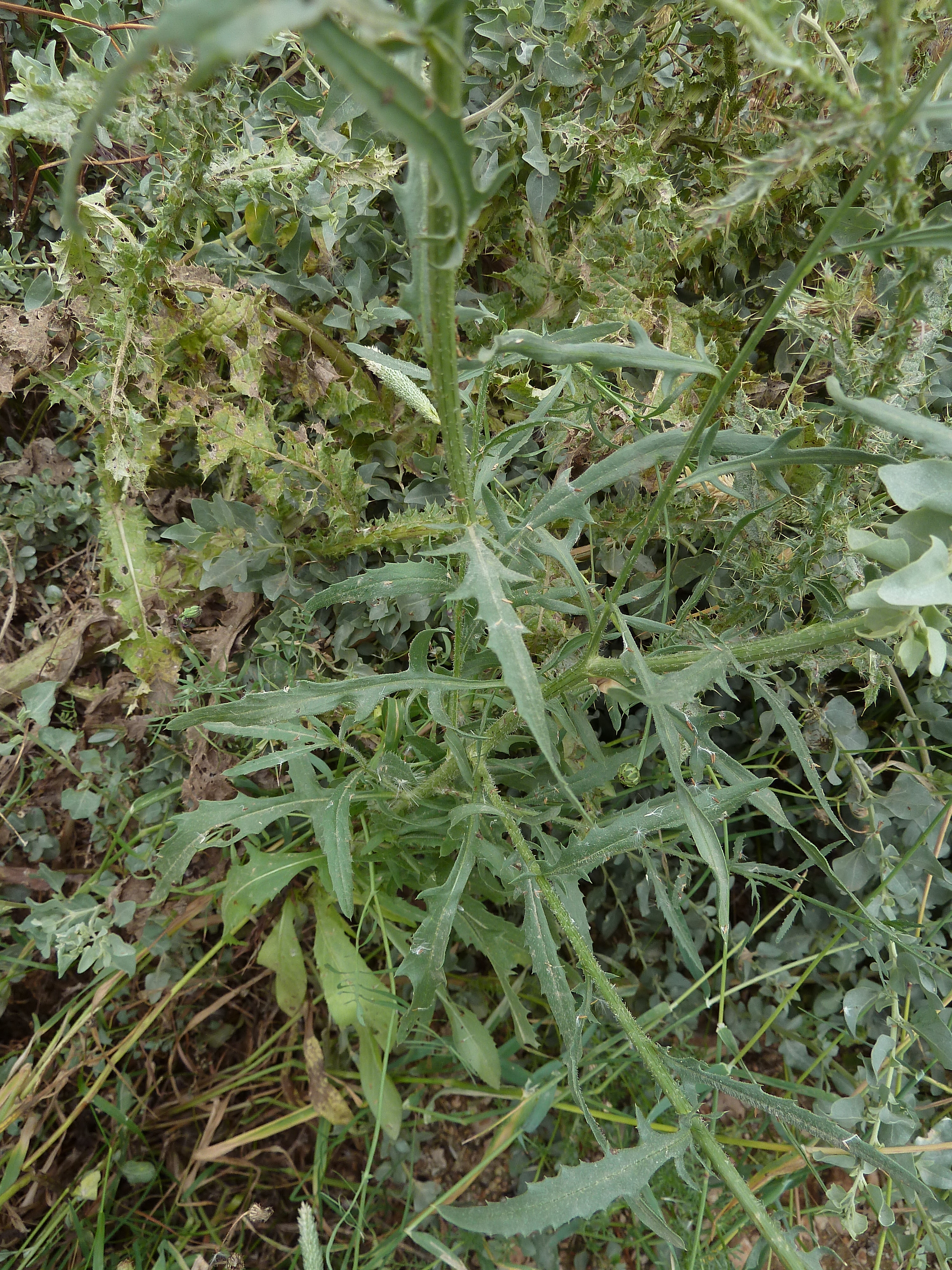
Le foglie
Mantisalca salmantica

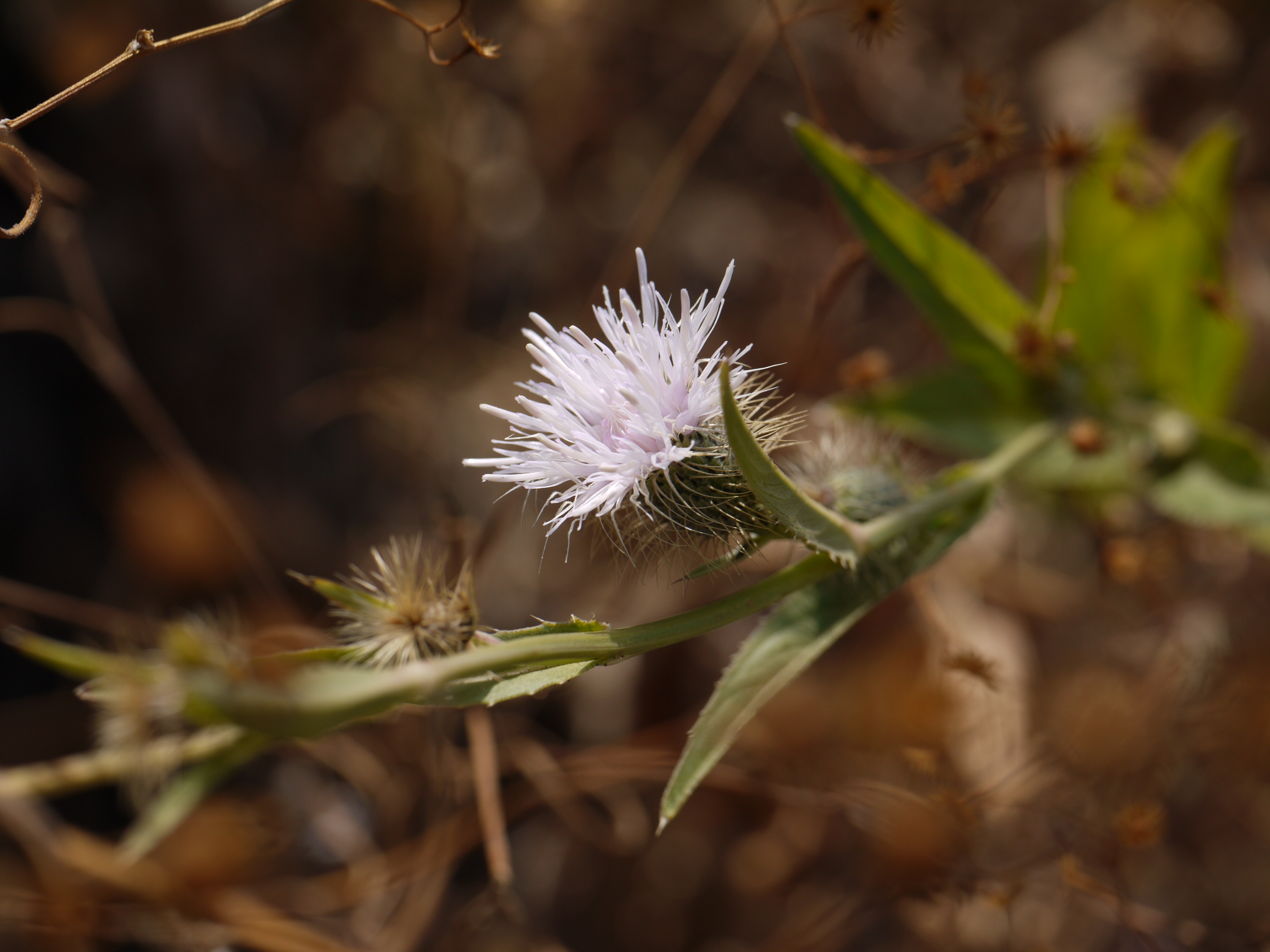
Infiorescenza
Tricholepis amplexicaulis

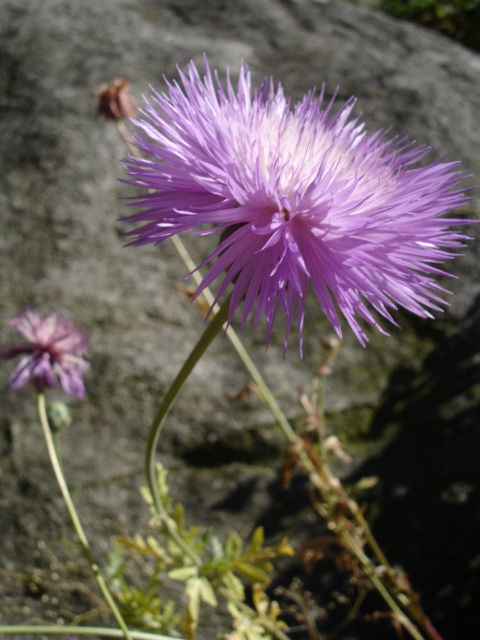
I fiori
Amberboa moschata

Le specie di questo gruppo sono piante erbacee annuali o perenni; in genere non sono spinose.
Le foglie lungo il caule sono disposte in modo alterno, hanno una lamina intera o pennatosetta. La forma può essere da lineare a lanceolata.
Le infiorescenze si compongono di capolini eterogami (molto raramente sono omogami). I capolini sono formati da un involucro a forma da cilindrica a ovoidale composto da brattee (o squame) all'interno del quale un ricettacolo fa da base ai fiori tutti tubulosi. Le brattee dell'involucro, disposte su più serie in modo embricato, sono di vario tipo. Il ricettacolo normalmente è sericeo.
I fiori sono tutti del tipo tubuloso. I fiori sono tetra-ciclici (ossia sono presenti 4 verticilli: calice – corolla – androceo – gineceo) e pentameri (ogni verticillo ha 5 elementi). I fiori in genere sono ermafroditi e actinomorfi. Se i capolini sono eterogami allora sono presenti dei ampi fiori periferici radiati staminoidi e sterili.
- Formula fiorale:

- /x K {\displaystyle \infty }, [C (5), A (5)], G 2 (infero), achenio

- Calice: i sepali del calice sono ridotti ad una coroncina di squame.
- Corolla: la corolla in genere è colorata di blu o violetto, raramente giallo o altri colori.
- Androceo: gli stami sono 5 con filamenti liberi, glabri e papillosi, mentre le antere sono saldate in un manicotto (o tubo) circondante lo stilo.[7]
- Gineceo: lo stilo è filiforme; gli stigmi dello stilo sono due divergenti. L'ovario è infero uniloculare formato da 2 carpelli.

Il frutto è un achenio con pappo. Gli acheni, con forme obovoidi e lateralmente compressi, sono glabri o raramente pelosi. La superficie si presenta a coste, a righe o è alveolata, raramente è liscia. Nelle alveole è presente dell'elaisoma. Il pericarpo dell'achenio è sclerificato; alla sommità l'achenio è provvisto di una piastra dritta. Il pappo (deciduo o persistente) è inserito in un anello parenchimatico sulla piastra apicale e normalmente è formato da squame o setole. L'ilo in genere è basale.

## Biologia
- Impollinazione: l'impollinazione avviene tramite insetti (impollinazione entomogama).
- Riproduzione: la fecondazione avviene fondamentalmente tramite l'impollinazione dei fiori (vedi sopra).
- Dispersione: i semi cadendo a terra (dopo essere stati trasportati per alcuni metri dal vento per merito del pappo – disseminazione anemocora) sono successivamente dispersi soprattutto da insetti tipo formiche (disseminazione mirmecoria).

## Distribuzione
Le specie di questo gruppo si trovano soprattutto in Eurasia zone temperate.

## Tassonomia
La famiglia di appartenenza di questa voce (Asteraceae o Compositae, nomen conservandum) probabilmente originaria del Sud America, è la più numerosa del mondo vegetale, comprende oltre 23.000 specie distribuite su 1.535 generi, oppure 22.750 specie e 1.530 generi secondo altre fonti (una delle checklist più aggiornata elenca fino a 1.679 generi). La famiglia attualmente (2021) è divisa in 16 sottofamiglie.
La tribù Cardueae (della sottofamiglia Carduoideae) a sua volta è suddivisa in 12 sottotribù (la sottotribù Centaureinae è una di queste).

### Filogenesi
La classificazione della sottotribù rimane ancora problematica e piena di incertezze. Il gruppo informale di questa voce è composto da 8 generi e, nell'ambito della sottotribù Centaureinae da un punto di vista filogenetico, si trova in posizione "basale", ossia è stato il primo gruppo a separarsi dagli altri generi.
La ricostruzione delle affinità e delle relazioni tra i generi del gruppo "Volutaria Group" è molto difficile e problematica. Alcuni studi fanno rientrare il genere Serratula in questo gruppo, altri lo considerano come sottogruppo specifico con altri due generi (Klasea e Nikitinia). La descrizione di un nuovo genere Archiserratula (Martins 2006) potrebbe appartenere a questo gruppo. La distribuzione è concentrata soprattutto tra l'Europa mediterranea e l'Asia centrale.
Alcuni generi nel dettaglio:
- Amberboa: in passato questo genere era incluso nel grande genere Centaurea. Le specie di Amberboa differiscono da Centaurea per l'achenio con apice dentellato e un evidente bordo attorno alla cicatrice basale dello stesso. Il numero cromosomico di base è inoltre più grande delle specie di Centaurea (s.s.).
- Mantisalca: in studi più recenti questo genere è risultato avere delle posizioni più centrali all'interno del gruppo informale Rhaponticum Group.[13]
- Schischkinia Iljin, 1935 in precedenza inserito in questo gruppo ora fa parte del gruppo informale Plectocephalus Group.[13]

Un recente studio (2019) ha analizzato la posizione filogenetica dei tre generi più importanti di questo gruppo confermando la loro posizione "basale" nell'ambito della sottotribù. Il cladogramma seguente è il risultato di questo studio:
|  | Volutaria                                                |
|  |                                                          |
|  | \| \| Plagiobasis \| \| \| \| \| \| Amberboa \| \| \| \| |
|  |                                                          |
|  | Plagiobasis                                              |
|  |                                                          |
|  | Amberboa                                                 |
|  |                                                          |

|  | Plagiobasis |
|  |             |
|  | Amberboa    |
|  |             |

I numeri cromosomici delle specie di questo gruppo sono: 2n = 18, 20, 22, 28 e 32.

### Elenco dei generi
Il gruppo comprende 8 generi e 59 specie:
| Genere                       | N. specie                                          | Distribuzione                                                          |
| ---------------------------- | -------------------------------------------------- | ---------------------------------------------------------------------- |
| Amberboa (Pers.) Less., 1832 | 12                                                 | Dall'Anatolia alla Cina occidentale.                                   |
| Goniocaulon Cass., 1817      | Una specie: Goniocaulon indicum C.B.Clarke, 1876   | Africa orientale e India                                               |
| Karvandarina Rech.f., 1950   | 2                                                  | Iran e Pakistan                                                        |
| Mantisalca Cass., 1818       | 6                                                  | Mediterraneo (compresa Nord-Africa) e in Anatolia                      |
| Plagiobasis Schrenk, 1845    | Una specie: Plagiobasis centauroides Schrenk, 1845 | Dal Caucaso alla Cina occidentale                                      |
| Russowia C.Winkl., 1890      | Una specie: Russowia sogdiana B.Fedtsch., 1912     | Deserti dell'Asia centrale                                             |
| Tricholepis DC., 1833        | 20                                                 | Dall'Iran alla Cina centrale                                           |
| Volutaria Cass., 1816        | 16                                                 | Mediterraneo meridionale, Africa settentrionale, Penisola Araba e Iran |

### Specie della flora spontanea italiana
Nella flora spontanea italiana del gruppo di questa voce sono presenti le seguenti specie:
- Mantisalca:
  - Mantisalca salmatica (L.) Briq. & Cavill.
  - Mantisalca duriaei Briq. & Cavill.
- Volutaria:
  - Volutaria tubuliflora (Murb.) Sennen, 1936